# Canton de Saint-Martin-d'Hères
Le canton de Saint-Martin-d'Hères est une circonscription électorale française du département de l'Isère.

## Histoire
Le canton de Saint-Martin-d'Hères a été créée par le décret du 2 août 1973 à la suite du démantèlement des anciens cantons de Grenoble-Est, Grenoble-Nord et Grenoble-Sud.
La canton disparaît en 1985 à la suite de la création des cantons de Eybens, de Saint-Martin-d'Hères-Nord et de Saint-Martin-d'Hères-Sud par décret du 24 janvier 1985.
Un nouveau découpage territorial de l'Isère entre en vigueur à l'occasion des élections départementales de 2015. Il est défini par le décret du 18 février 2014, en application des lois du 17 mai 2013 (loi organique 2013-402 et loi 2013-403). Les conseillers départementaux sont, à compter de ces élections, élus au scrutin majoritaire binominal mixte. Les électeurs de chaque canton élisent au Conseil départemental, nouvelle appellation du Conseil général, deux membres de sexe différent, qui se présentent en binôme de candidats. Les conseillers départementaux sont élus pour 6 ans au scrutin binominal majoritaire à deux tours, l'accès au second tour nécessitant 12,5 % des inscrits au 1er tour. En outre la totalité des conseillers départementaux est renouvelée. Ce nouveau mode de scrutin nécessite un redécoupage des cantons dont le nombre est divisé par deux avec arrondi à l'unité impaire supérieure si ce nombre n'est pas entier impair, assorti de conditions de seuils minimaux. Dans l'Isère, le nombre de cantons passe ainsi de 58 à 29. Le canton de Saint-Martin-d'Hères est reconstitué par ce décret.
Il est formé de communes des anciens cantons d'Eybens (3 communes), de Saint-Martin-d'Hères-Sud et de Saint-Martin-d'Hères-Nord (1 commune). Il est entièrement inclus dans l'arrondissement de Grenoble. Le bureau centralisateur est situé à Saint-Martin-d'Hères.

## Représentation

### Représentation de 1973 à 1985
| Période | Période | Identité        | Étiquette | Qualité |
| ------- | ------- | --------------- | --------- | --- |
| 1973    | 1985    | Joseph Blanchon | PCF       | Employé puis cadre Maire de Saint-Martin-d'Hères (1971-1998) Elu en 1985 dans le Canton de Saint-Martin-d'Hères-Sud |

### Représentation après 2015
| Période élective | Période élective | Mandat | Mandat   | Identité          | Nuance | Nuance | Qualité                                   |
| ---------------- | ---------------- | ------ | -------- | ----------------- | ------ | ------ | ----------------------------------------- |
| 2015             | 2021             | 2015   | 2021     | Françoise Gerbier |        | PCF    | Maire de Venon (2008-2020)                |
| 2015             | 2021             | 2015   | 2021     | David Queiros     |        | PCF    | Maire de Saint-Martin-d'Hères depuis 2014 |
| 2021             | 2028             | 2021   | en cours | Françoise Gerbier |        | PCF    | Conseillère sortante                      |
| 2021             | 2028             | 2021   | en cours | David Queiros     |        | PCF    | Conseiller sortant                        |

### Résultats détaillés

#### Élections de mars 2015
À l'issue du 1er tour des élections départementales de 2015, deux binômes sont en ballottage : Françoise Gerbier et David Queiros (Union de la Gauche, 35,25 %) et Béatrix Bolvin et Patrice Collomb-Muret (FN, 23,29 %). Le taux de participation est de 45,09 % (11 085 votants sur 24 583 inscrits) contre 49,24 % au niveau départemental et 50,17 % au niveau national.
Au second tour, Françoise Gerbier et David Queiros (Union de la Gauche) sont élus avec 68,58 % des suffrages exprimés et un taux de participation de 46,76 % (7 236 voix pour 11 494 votants et 24 583 inscrits).

#### Élections de juin 2021
Le premier tour des élections départementales de 2021 est marqué par un très faible taux de participation (33,26 % au niveau national). Dans le canton de Saint-Martin-d'Hères, ce taux de participation est de 28,78 % (6 941 votants sur 24 114 inscrits) contre 31,88 % au niveau départemental. À l'issue de ce premier tour, deux binômes sont en ballottage : Françoise Gerbier et David Queiros (PCF, 38,44 %) et Raphaël Pougnard et Sigrid Thomas (EÉLV, 22,64 %).
Le second tour des élections est marqué une nouvelle fois par une abstention massive équivalente au premier tour. Les taux de participation sont de 34,36 % au niveau national, 32,23 % dans le département et 28,57 % dans le canton de Saint-Martin-d'Hères. Françoise Gerbier et David Queiros (PCF) sont élus avec 57,61 % des suffrages exprimés (3 445 voix pour 6 891 votants et 24 123 inscrits),,.

## Composition

### Composition de 1973 à 1985
Lors de sa création, le canton de Saint-Martin-d'Hères est composé de cinq communes entières.
- Saint-Martin-d'Hères (chef-lieu),
- Gières,
- Herbeys,
- Poisat,
- Venon.

### Composition depuis 2015
Le nouveau canton de Saint-Martin-d'Hères comprend quatre communes entières.
| Nom                                          | Code Insee | Intercommunalité         | Superficie (km2) | Population (dernière pop. légale) | Densité (hab./km2) | Modifier                                    |
| -------------------------------------------- | ---------- | ------------------------ | ---------------- | --------------------------------- | ------------------ | ------------------------------------------- |
| Saint-Martin-d'Hères (bureau centralisateur) | 38421      | Grenoble-Alpes Métropole | 9,26             | 38 022 (2022)                     | 4 106              | modifier les données · modifier les données |
| Gières                                       | 38179      | Grenoble-Alpes Métropole | 6,93             | 7 353 (2022)                      | 1 061              | modifier les données · modifier les données |
| Poisat                                       | 38309      | Grenoble-Alpes Métropole | 2,56             | 2 120 (2022)                      | 828                | modifier les données · modifier les données |
| Venon                                        | 38533      | Grenoble-Alpes Métropole | 4,34             | 836 (2022)                        | 193                | modifier les données · modifier les données |
| Canton de Saint-Martin-d'Hères               | 3822       |                          | 23,09            | 48 331 (2022)                     | 2 093              | modifier les données                        |

## Démographie
En 2022, le canton comptait 48 331 habitants, en évolution de +0,35 % par rapport à 2016 (Isère : +3,07 %, France hors Mayotte : +2,11 %).
| 2013   | 2018   | 2022   |
| ------ | ------ | ------ |
| 47 088 | 48 224 | 48 331 |